# Erie (jezero)
Erie je slatkovodno jezero u Sjevernoj Americi jedno od pet Velikih jezera, trinaesto jezero po veličini u svijetu.
Jezero je nazvano po plemenu Erie čiji pripadnici žive na južnim obalama jezera. Na sjevernoj obali nalazi se kanadska pokrajina Ontario, na južnoj američke savezne države Ohio, Pennsylvania i New York, a na zapadu američka savezna država Michigan.

## Opis
Rijekom Detroit se jezero Erie napaja vodom iz jezera Huron i St. Clair, a rijekom Niagarom, na kojoj se nalaze Slapovi Niagare, se izlijeva u jezero Ontario. Kanal Welland, dug 42 km, namijenjen vodenom prometu. povezuje jezero Ontario i Erie.

## Vanjske poveznice
|  | Zajednički poslužitelj ima još gradiva o temi Erie (jezero) |